# Washington County (Rhode Island)
Washington County ist ein County im Bundesstaat Rhode Island der Vereinigten Staaten. Bei der Volkszählung im Jahr 2020 hatte das County 129.839 Einwohner und eine Bevölkerungsdichte von 151 Einwohnern pro Quadratkilometer. Der Verwaltungssitz (County Seat) ist South Kingstown. 1

## Geographie
Das County hat eine Fläche von 1458 Quadratkilometern, wovon 596 Quadratkilometer Wasserfläche sind. Es grenzt im Norden an Kent County und im Westen an New London County (Connecticut).

## Geschichte
Washington County wurde am 3. Juni 1729 als Kings County aus Teilen von Providence County gebildet und am 29. Oktober 1781 in Washington County umbenannt. Washington County ist ebenfalls als South County bekannt. Benannt wurde es nach George Washington, dem ersten Präsidenten der Vereinigten Staaten von Amerika.

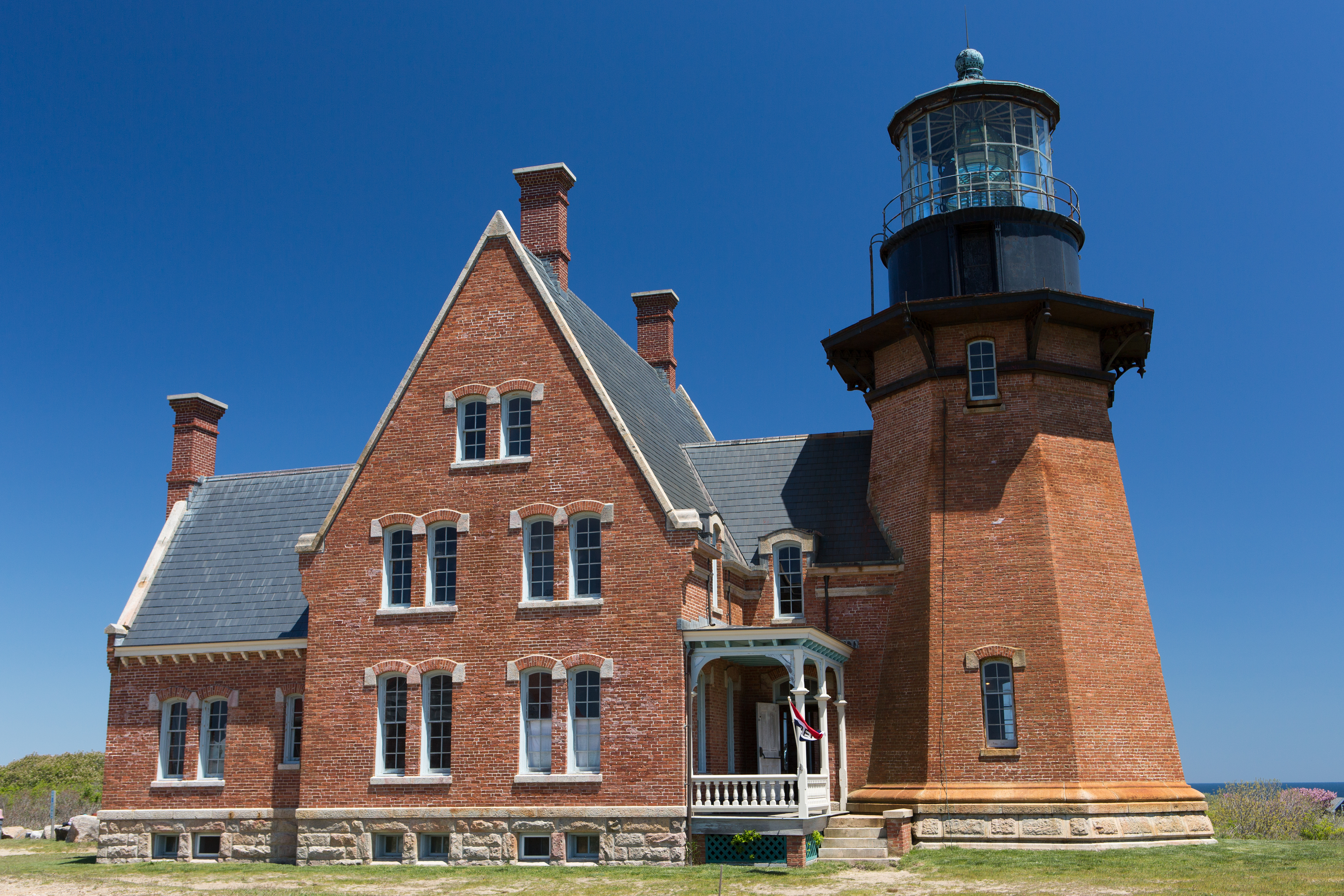
Der Leuchtturm Block Island South East Light ist eine von vier National Historic Landmarks im County.

Vier Orte im County haben den Status einer National Historic Landmark. 132 Bauwerke und Stätten des Countys sind im National Register of Historic Places (NRHP) eingetragen (Stand 26. Juli 2018).

## Demographie
Laut der Volkszählung im Jahr 2000 lebten im Washington County 123.546 Einwohner in 46.907 Haushalten und 32.037 Familien. Die Bevölkerung setzte sich aus 94,82 Prozent Weißen, 0,92 Prozent Afroamerikanern und 1,50 Prozent Asiaten zusammen. 1,44 Prozent der Bevölkerung waren spanischer oder lateinamerikanischer Abstammung. Das Prokopfeinkommen betrug 25.530 US-Dollar; 4,2 Prozent der Familien sowie 7,3 Prozent der Bevölkerung lebten unter der Armutsgrenze.

## Städte und Gemeinden
| - Charlestown - Exeter - Hopkinton | - Narragansett - New Shoreham - North Kingstown | - Richmond - South Kingstown - Westerly |